# 抚顺电铁
抚顺电铁是位于中华人民共和国辽宁省抚顺市的专用铁路，于1904年投入使用，来往抚顺市东部及西部之间，是中国历史较悠久的交通工具之一。该电铁系统由抚顺矿业集团负责经营，现时全线总长301.9公里。在电铁投入服务初期，是用作运煤及采矿员工的，后成為抚顺市居民出行的主要交通工具。电铁业务曾於1980年代衰退，及至2000年代才获得改善。
2009年6月29日，抚顺矿业集团宣佈抚顺电铁将于2009年7月1日停运。2009年7月1日起正式停止电铁客运。
2015年10月，抚顺市公共交通规划提出计划发展城市轨道交通，未来5年与沈阳2条地铁线接驳后向东延伸，沿浑河两岸打造便捷的轨道交通网络。抚顺计划以旅游专线的方式恢复抚顺电铁
2019年9月8日，抚顺电铁正式以旅游项目恢复客运，票价70元。2019年11月19日，电铁观光旅游列车执行冬季运行车次及时间。2020年1月4日，电铁观光旅游列车停运。

## 路線資料
- 路線總長：301.9km
- 軌間：1435mm
- 複線區間：全線
- 電化區間：全線（直流1500V）
- 閉塞方式：簡易自動閉塞

## 路線

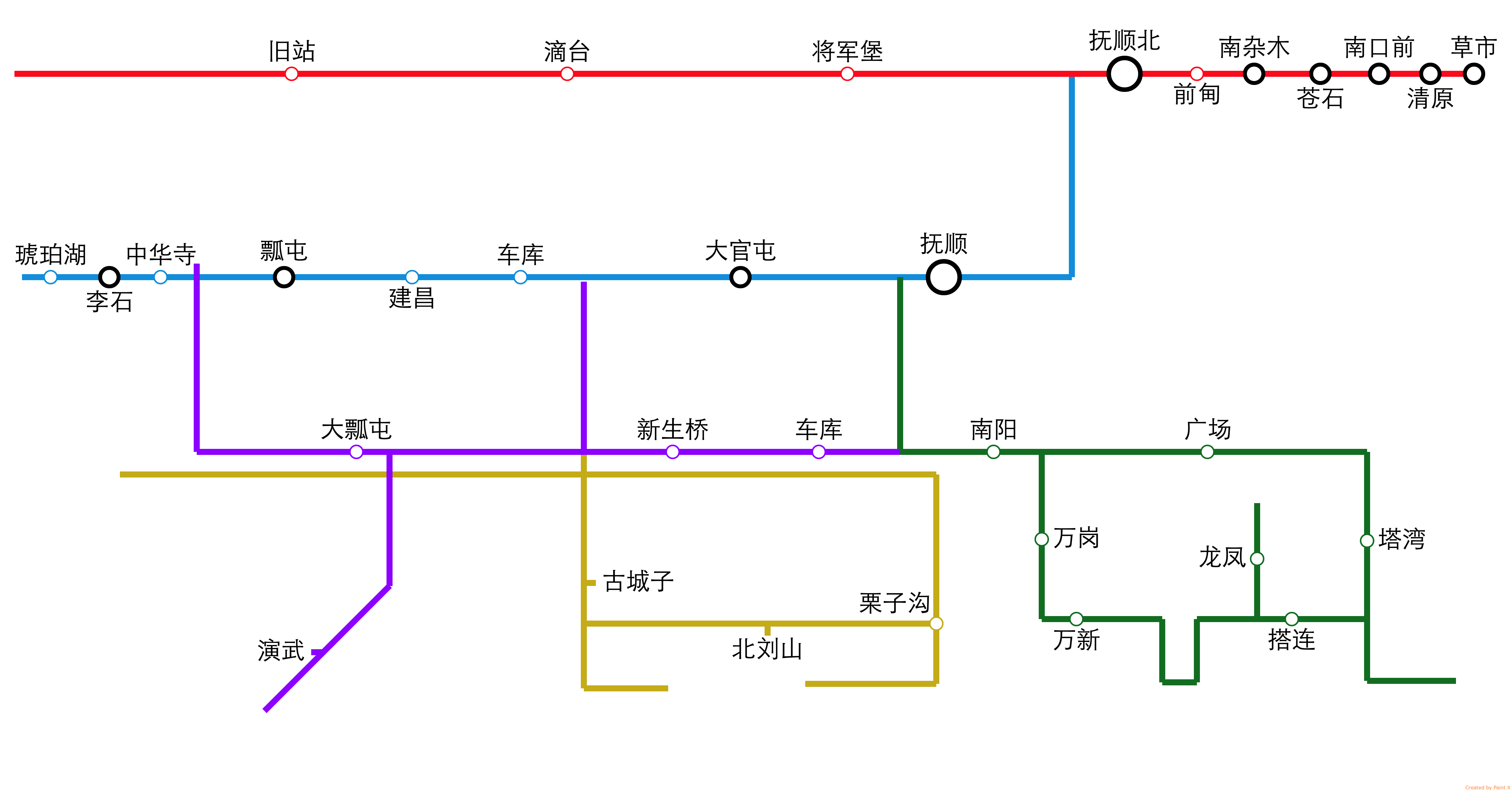
抚顺电铁线路图

撫順電鐵停运前有6條路線：

### 西部客车干线
於1935年前就已建成，大部分為單線，一部分為雙線。1935年，隨住液化工厂（现石油三厂）的投產而新建了小朴屯铁路桥（现新生桥站）和液化工厂正门前的望花站。於1949年為了方便顺矿务局机修厂的職工上下班，西部幹線延至現在的終站抚顺矿务局机修厂。停运前有如下車站：
- 车库站
- 十一道街站
- 水泥厂站
- 新生桥站
- 建昌站
- 望花站
- 机修站

### 西部经济区干线
大部分為單線，一部分為雙線，長14.2公里。西部经济区干线曾經在1941年延長至大朴屯，於1957年延至抚顺石油四厂（现石化洗化厂，化工厂站站）。1958年11月，景（景家峪）三（三宝屯）线通車，全長35公里。景三线於1970年划归电铁，是為西部经济区干线延線。1978年，景三綫青台子段16公里長的线路移交给抚顺钢厂，同時抚顺钢厂拆除了三宝屯天桥南端的砖瓦厂（现水泥制品厂）附近的线路，改為從化工厂站延至砖瓦厂，於是电铁线路就延长到青台子，成為西部工业干线的终点站之一。同年又興建了刘通屯站，而且開始横跨电鐵化工线和其他道路的立體交差化工事，再建支線至三宝屯砂石信号所。現有車站如下：
- 矿务局站
- 发电所（现抚顺发电厂）
- 大集站
- 水泥厂北侧
- 新生桥站（西部客车干线交匯站）
- 大朴屯站
- 化工厂站

支綫：
- 三宝屯站
- 砂石厂信号所

### 南幹綫
全線双線，共长17.40公里。南幹綫在1904年建成，當時路線來往千金寨至老虎台（现虎台站），後來因龙凤矿开采的须要，南幹綫從老虎台延至搭连嘴子（现搭连站）。1941年，兴建制油工厂（现石油二厂）的同时也建了东洲河铁路大桥（單綫），在1954年又加建多一條鐵路橋至复线，供鐵路延至石油二厂。石油二厂投产後，綫路就延伸到油母页岩场和张甸子舍场。石油二厂站在1954年因客量而擴建，同年路線延巳元龙山客车站。在1956年因為杨柏堡的铁道的拆除路線延至东岗站。現有車站如下：
- 千金寨站
- 虎台站
- 龙凤站
- 搭连站（可以直通至北干线）
- 石油二厂站
- 厂北站
- 页岩站
- 沟口信号所
- 张甸子
- 元龙山客车站
- 东岗站

### 北幹綫
北干线來往南台站至塔湾站，全线設有4个车站，總长11.40公里。當年加設塔湾站时和与南干线搭连站和工厂站接轨，令南幹綫和北幹綫成为主要环狀路网。解决了南幹綫因為单线運作和曲线半径所產住運量不足的問題，满足了石油二厂及抚顺东部经济区的交通需要。而由中国煤矿设计院设计的北干线延線，於1958年8月建成使南北干线組成环行路网并解决南北干线上的列车調道和折返问题，提高南台站的通过能力。

## 車輛
抚顺电铁客车的番号如下：
101 六节车厢 / 102 六节车厢 / 103 八节车厢 / 104 七节车厢 /105 六节车厢 / 107 六节车厢 / 109 六节车厢 110 六节车厢 /六节车厢（毁于火灾）/ 新版115 六节车厢（老版115 四节车厢）
116 五节车厢 / 117 五节车厢（116和117为孪生兄弟，区别在于116头顶一颗红色五角星）
119 六节车厢 / 120 六节车厢 / 121 三节车厢 / 122 三节车厢 
104（新版）四节车厢 / 810 三节车厢
除了以上的车次以外，还有一些拖车式样的车辆，俗称“大车”即：由一个独立的可以两面运行的车头后挂六节车厢。

## 恢复
2019年5月抚顺市政府计划恢复抚顺电铁。2019年9月8日起，以抚顺矿区观光旅游项目旅游列车的形式恢复了抚顺电铁，运行路线为矿务局-栗子沟-古城子-矿务局。2019年11月19日，电铁观光旅游列车执行冬季运行车次及时间。2020年1月4日，电铁观光旅游列车停运。